# Храмков, Ленар Васильевич
Ленар Васильевич Храмков (10 декабря 1934, Жигули, Средневолжский край — 21 мая 2009, Самара) — ректор Самарского государственного университета. Заслуженный деятель науки РФ. Доктор исторических наук, профессор, академик Академии гуманитарных наук и Академии военных наук, краевед.

## Биография
В 1953 году окончил Мало-Толкайское педагогическое училище и в этом же году поступил на историко-филологический факультет Куйбышевского педагогического института. В 1956—1957 годах во время освоения целинных земель работал бригадиром тракторной бригады в Кустанайской и Северо-Казахстанской областях. В 1956 году участвовал во Всесоюзной выставке достижений народного хозяйства. В 1958 году окончил институт, после чего стал работать учителем и позднее — директором средней школы № 128 в Куйбышеве.
В 1964 году под руководством Е. И. Медведева защитил диссертацию на соискание учёной степени кандидата исторических наук («Организационная деятельность местных Советов депутатов трудящихся по руководству сельским хозяйством на современном этапе») и в этом же году начал работать ассистентом на кафедре истории СССР КГПИ. 1 апреля 1969 года был назначен старшим преподавателем кафедры истории СССР в Куйбышевском университете. В 1974 году защитил докторскую диссертацию «Советы Поволжья в годы Великой Отечественной войны 1941—1945 гг.», в 1978 году присвоено звание профессора. В 1984 году избран ректором Куйбышевского государственного университета. С 1984 по 1994 год был заведующим кафедрой истории СССР. Был председателем правления Куйбышевского отделения общества советско-болгарской дружбы. Неоднократно избирался депутатом областного Совета. Был одним из создателей «Книги памяти» Самарской области и «Белой книги», посвящённой жертвам сталинского террора.
Супруга — историк Нина Петровна Храмкова (род. 1935). Дочь — историк Елена Храмкова (род. 1960).

## Научная деятельность
Автор свыше 300 научных публикаций. Занимался изучением истории Поволжья, истории Болгарии и русско-болгарских отношений, славистики, литературным и лингвистическим краеведением.

## Основные работы
- «Знаете ли вы свой край?» (1969);
- «Советы депутатов трудящихся Поволжья в годы Великой Отечественной войны 1941—1945 гг.» (1973);
- «Во имя победы. Деятельность Советов Поволжья в годы Великой Отечественной войны 1941—1945 гг.» (1978);
- «Памятники истории и культуры Куйбышевской области» (1979);
- «Куйбышевская область в годы Великой Отечественной войны 1941—1945 гг.» (1985);
- «Годы и события. Хроника (к 150-летию Самарской губернии)» Т. Т. 1-2 (2000;
- «Наш край: хрестоматия для преподавателей отечественной истории и учащихся средней школы» (2003);
- «Введение в Самарское краеведение» (2003)
- «Самарская земля в годы военного лихолетья 1941—1945 гг.» (2003).

## Награды
- Медаль «За освоение целинных земель» (1957)[3];
- Медаль «За доблестный труд» (1970);
- Медаль «За трудовую доблесть» (1981);
- Заслуженный деятель науки Российской Федерации (1995);
- Медаль Ушинского (2004).

## Скандалы
- В газете «КоммерсантЪ» N26 /2 — 9 июля 1990 г. была опубликована статья студента университета и одновременно корреспондента газеты «КоммерсантЪ» Игоря Вережана «Ректор Куйбышевского университета презервативами не пользуется. И другим не даёт». В статье рассказывалось о том, что Л. В. Храмков закрыл сервис по доставке презервативов, организованный другим студентом университета Сергеем Пушкиным. Через некоторое время после выхода статьи оба студента были отчислены из университета.